# Pterostichus rugosiceps
Pterostichus rugosiceps is een keversoort uit de familie van de loopkevers (Carabidae). De wetenschappelijke naam van de soort werd voor het eerst geldig gepubliceerd in 2012 door Joachim Schmidt.